# Emika Kamieda
Emika Kamieda (上枝 恵美加, Kamieda Emika, Osaka, 13 de juliol de 1994) és una influencer japonesa que resideix a Catalunya i exmembre del grup d'ídol NMB48.

## Trajectòria
Va fer una audició per a AKB48 i, després de convertir-se en reserva, va ser recomanada per a la tercera generació de NMB48. Va passar l'audició i es va convertir en la primera capitana del Team BII el 2012. El 2013, al Janken Taikai, va aconseguir la segona posició que li va permetre aparèixer en un senzill d'AKB48.
El març de 2015 va anunciar que faria una pausa en les seves activitats com a ídol per centrar-se en els seus estudis i marxar a l'estranger. El 2017 va començar a presentar un programa de ràdio amb Anna Ijiri anomenat Unlimited. Per continuar la seva carrera d'actriu, el 31 de juliol de 2017 va fer la seva última aparició com a membre de NMB48.